# Коп (стадион)
Спайон-коп (англ. Spion Kop) или просто коп — тип наклонных террас и трибун на спортивных стадионах, особенно распространённый в Великобритании. Их крутой наклон напоминает холм рядом с Ледисмитом в ЮАР, который был местом сражения за Спион-Коп в январе 1900 года во время Второй англо-бурской войны.
Первое известное употребление термина относится к стадиону «Мэнор-Граунд», где в 1904 году играла команда «Вулвич-Арсенал». Местный журналист сравнил силуэт стоящих болельщиков с солдатами, стоящими на вершине холма Спайон-Коп во время знаменитого сражения на юге Африки.
Размер и расположение трибуны «Коп» разнится от стадиона к стадиону. Большинство из них расположены за воротами; именно там сосредоточены поющие болельщики британских клубов. Выглядит, как правило, так: одноярусная трибуна с традиционными террасами. Коп не обязательно самая большая трибуна на стадионе и не обязательно выделяется своей вместимостью (например, старый стадион «Честерфилд» вмещал всего несколько тысяч зрителей). В Британии после так называемого доклада Тейлора, рассматривавшего причины трагедии 1989 года, террасы были снесены и все места стали сидячими.
Наиболее знаменит своей неповторимой атмосферой «Коп» с поющими ливерпульскими болельщиками на стадионе «Энфилд». Болельщиков «Ливерпуля» в связи с этим называют копайтис. Чтобы не потерять эту атмосферу, владелец клуба решил отказаться от строительства нового, более вместительного стадиона.
| Стадион              | Клуб                                | Название                         |
| -------------------- | ----------------------------------- | -------------------------------- |
| Энфилд               | Ливерпуль                           | Спион Коп                        |
| Арсенал              | Арсенал                             | Спион Коп (трибуна Вест Стэнд)   |
| Центар Парк          | Уиган Варриорс                      | Коп                              |
| Бейсболл Граунд      | Дерби                               | Попсайд Коп (Попсайд)            |
| Блумфилд Роуд        | Блэкпул                             | Мортенсен Коп                    |
| Брэмолл Лейн         | Шеффилд Юнайтед                     | Коп                              |
| Кантри Граунд        | Нортгемптоншир                      | Спион Коп                        |
| Дипдейл              | Престон Норт Энд                    | Билл Шенкли Коп                  |
| Элланд Роуд          | Лидс Юнайтед                        | Коп                              |
| Филберт Стрит        | Лестер Сити                         | Спион Коп (Дубль Декер)          |
| Хайфилд              | Ковентри Сити                       | Терраса Спион Коп                |
| Хиллсборо            | Шеффилд Уэнсдей                     | Спион Коп                        |
| Хоум Парк            | Плимут Аргайл                       | Спион Коп (демонтирована в 2001) |
| Ноусли Роуд          | Сент-Хеленс Таун                    | Коп                              |
| Мэнор Граунд         | Арсенал                             | Спион Коп                        |
| Мидоу Лэйн           | Ноттс Каунти                        | Спион Коп                        |
| Оуквелл              | Барнсли                             | Спион Коп                        |
| Парк де Пренс        | Пари Сен-Жермен                     | Коп Булонь                       |
| Прентон Парк         | Транмир Роверс                      | Бибингтон Коп                    |
| Рейскоурс Граунд     | Рексем                              | Спион Коп                        |
| Реджеп Тайип Эрдоган | Касымпаша                           | Коп Яху                          |
| Сэлтиргэйт           | Честерфилд                          | Спион Коп                        |
| Сент-Эндрюс          | Бирмингем Сити                      | Спион Коп                        |
| Вэлли Пэрейд         | Брэдфорд Сити                       | Коп Энд                          |
| Кинг Пауэр           | Лестер Сити                         | Коп, Фоссе Стэнд                 |
| Де Виджверберг       | Де Графсхап                         | Спионникоп                       |
| Уиндзор Парк         | Линфилд / Сборная Северной Ирландии | Коп                              |